# Heterodera schachtii
Espèce
Heterodera schachtii (nématode de la betterave, anguillule à kyste de la betterave) est une espèce de nématodes parasites des plantes appartenant à la famille des Heteroderidae, à répartition cosmopolite.
Cette espèce parasite les racines des plantes appartenant à de nombreuses espèces, notamment dans les familles des Chenopodiaceae et Brassicaceae, y compris certaines plantes cultivées importantes sur le plan économique comme la betterave. C'est un ravageur important des cultures de la betterave sucrière en Europe et en Russie.
Heterodera schachtii appartient à un complexe d'espèces très difficiles à distinguer les unes des autres sur le plan morphologique, groupe qui comprend également les espèces suivantes : Heterodera betae, Heterodera ciceri, Heterodera daverti, Heterodera galeopsidis, Heterodera glycines, Heterodera lespedezae, Heterodera medicaginis, Heterodera rosii et Heterodera trifoli.

## Synonymes
- Tylenchus schachtii (Schmidt, 1871) Oerley, 1880
- Heterodera schachtii minor  O. Schmidt, 1930
- Heterobolbus schachtii (Schmidt, 1871) Railliet, 1896[1]

## Distribution
Heterodera avenae est une espèce à répartition cosmopolite.